# Bengt Uddsson (Vinstorpaätten)
Bengt Uddsson (Vinstorpaätten), född på 1300-talet, död omkring 1436–1437 i Västergötland, var en svensk häradshövding och riksråd.

## Biografi
Bengt Uddsson (Vinstorpaätten) var son till Udd Mattsson (Vinstorpaätten) och Ingrid Karlsdotter (Bjälke). Han omnämns första gången 1407 och var från 1412 till 25 oktober 1424 häradshövding i Redvägs härad. Bengt Uddsson blev 1435 riksråd och levde fortfarande 25 oktober 1436. Han dräptes i Västergötland under Erik Pukes uppror vintern 1436–1437.

### Egendom
Han hade Nya i Dalums socken som sätesgårdar. Bengt Uddsson ägde även gods i Värends härad och Tveta härad i Småland, i Frökinds härad, Redvägs härad, Vartofta härad, Viste härad och Ås härad i Västergötland, i Sundals härad i Dalsland, i Selebo härad i Södermanland och i Skåne.

### Familj
Bengt Uddsson var troligen 1407 gift med Kristina Staffansdotter (Ulv), dotter till riksrådet, riddaren Staffan Ulfsson (Ulv) och Iliana Åkesdotter (båt). De fick tillsammans barnen Ingrid Bengtsdotter som var gift med riddaren Tomas Bengtsson (Pipa) och riddaren och riksrådet Gustaf Olofsson (Stenbock, äldre ätten), riddaren och riksrådet Staffan Bengtsson (Vinstorpaätten), Märta Bengtsdotter (Vinstorpaätten) som var gift med riddaren och danska riksrådet Åke Axelsson (Tott), riksrådet Karl Bengtsson (Vinstorpaätten) och Birgitta Bengtsdotter som var gift med Laurens Bengtsson.